# Shin Ji-min
Shin Ji-min (hangul: 신지민; hanja: 申智珉; Seul, 8 de janeiro de 1991), mais frequentemente creditada apenas como Jimin (hangul: 지민) é uma rapper e cantora sul-coreana. Estreou como integrante do grupo feminino AOA em 2012. Jimin deixou o AOA em julho de 2020. 
Em 2015, tornou-se a semifinalista da primeira temporada do programa de competição de rap Unpretty Rapstar. Durante o programa, lançou diversos singles de sucesso, tais como "시작이 좋아 (Good Start)" e "Puss". Em 2016, realizou sua estreia oficial como solista com o lançamento do single colaborativo "Call You Bae".

## Biografia
Jimin nasceu em 8 de janeiro de 1991, em Seul, Coreia do Sul. Ela se inscreveu para um curso de língua chinesa por dois anos no exterior. Enquanto frequentava a Escola de Língua Chinesa, também participou da Escola de Música Prática.

## Carreira

### AOA
Jimin foi formalmente apresentada como integrante oficial do AOA no dia 16 de julho de 2012. Sua estreia oficial com o grupo ocorreu em 30 de julho no programa musical M! Countdown, onde elas apresentaram o single Elvis. Em 2013, Jimin se tornou integrante da primeira unidade oficial do AOA, chamado AOA Black. Jimin escreveu a parte do rap de Moya, single de estreia do AOA Black.

### Trabalhos individuais
Em meados de 2015, Jimin se tornou concorrente no programa Unpretty Rapstar, um programa derivado de Show Me The Money. Durante o programa, Jimin lançou diversos singles colaborativos, tais como T4SA com MC Meta e Nuck. Sua colaboração com Seulong, Good Start, atingiu a posição 2 do Gaon Singles Chart, enquanto Puss, sua colaboração com Iron, atingiu a posição 1. Ela também entrou para o elenco do show de variedades Off To School, na qual participou de quatro episódios a partir de 17 de março de 2015.
Em 28 de abril, Jimin, J.Don (Lee Seunghyun) e N.Flying lançaram uma colaboração intitulada God. A canção foi produzida por produtores da Brand New Music como parte de um projeto da FNC Entertainment. O video musical foi baseado em Game of Thrones.
Em 3 de março de 2016, Jimin estreou oficialmente como cantora solo ao lançar o single Call You Bae, com o cantor Xiumin, integrante do grupo EXO. É o primeiro lançamento do projeto #OOTD (Outfit Of The Day) de Jimin.

### 2020 - Contravérsia com a ex-integrante do AOA, Mina
Em 3 de julho, após sofrer ataques de um usuário, Mina publicou em sua conta pessoal no Instagram que saiu do AOA porque Jimin fazia bullying com ela durante dez anos e, por conta disso, ela diz sofrer com depressão e transtornos de ansiedade, além de tentativa de suicídio. Entretanto Jimin negou que tenha feito isso com ela e publicou em sua conta pessoal no Instagram um stories com a palavra "ficção", e apagou logo em seguida. Horas depois, Mina publicou uma foto com o pulso cortado depois da sua tentativa de suicídio.
Por conta da polêmica, em 4 de julho, a FNC Entertainment divulgou uma nota informando que Jimin decidiu deixar o AOA e a indústria do entretenimento.

### 2022 - 2023 - A volta na indústria, primeiro álbum solo e saída de sua empresa
Depois de ficar mais de um ano sem aparecer em redes sociais, Jimin em seu aniversario lançou a musica SUDDENLY, que futuramente seria faixa de seu álbum. Com sua volta nas redes sociais, ela também decidiu voltar aos palcos e para TV, dia 30 de agosto de 2022 Jimin participou do reality show de sobrevivência: The Second World, da JTBC.
Em 2023, no dia 22 de fevereiro, Jimin lançou seu primeiro álbum solo: BOXES, que continha quatro faixas. Sem promover o álbum e sem performances ele ficou em 190 no iTunes do EUA, e teve 1,473 vendas em seu primeiro dia, contabilizando tudo. Neste mesmo ano, Jimin encerrou o contrato com sua empresa, ALOMALO.
Em dezembro de 2023, no dia 11, Jimin lançou o single especial intitulado "Twinkle Little Star", o single foi lançado como uma música especial para seu segundo fan meenting: Twinkle Little dodo, que aconteceu no dia 24 de dedezembro em 2023.

## Discografia

### Singles
| Título                           | Ano  | Melhor posição nas paradas | Vendas               | Álbum                            |
| Título                           | Ano  | KOR                        | Vendas               | Álbum                            |
| -------------------------------- | ---- | -------------------------- | -------------------- | -------------------------------- |
| "T4SA" (with MC Meta and Nuck)   | 2015 | 50                         | - KOR (DL): 73,272+  | Unpretty Rapstar                 |
| "Good Start" (com Seulong)       | 2015 | 2                          | - KOR (DL): 746,517+ | Unpretty Rapstar                 |
| "Puss" (com Iron)                | 2015 | 1                          | - KOR (DL): 992,890+ | Unpretty Rapstar                 |
| "God" (com J.Don)                | 2015 | 38                         | - KOR (DL): 65,255+  | N PROJECT #1 JIMIN N J.DON [GOD] |
| "Yahae" (Kang Min-hee com Jimin) | 2015 | 80                         | - KOR (DL): 27,633+  | Lançamento sem álbum             |
| "Call You Bae" (com Xiumin)      | 2016 | 5                          | - KOR (DL): 661,196  | #OOTD (Outfit Of The Day)        |
| "Hallelujah" (com W Korea)       | 2017 | —                          | —                    | #RTJ (Ready To Jimin             |
| "Hey" (com W Korea)              | 2018 | TBA                        | - TBA                | #RTJ (Ready To Jimin             |
| "Somewhere"                      | 2023 | -                          | - KOR (DL): 1,700    | BOXES                            |
| "Sympathy"                       | 2023 | -                          | - KOR (DL): 1,700    | BOXES                            |
| "Don't Know Why"                 | 2023 | -                          | - KOR (DL): 1,700    | BOXES                            |
| "Suddenly"                       | 2023 | -                          | - KOR (DL): 1,700    | BOXES                            |
| "Twinkle Little Star"            | 2023 | -                          | -                    | Twinkle Little Star              |

## Filmografia

### Reality shows
| Ano  | Título             | Papel     | Emissora | Notas                          |
| ---- | ------------------ | --------- | -------- | ------------------------------ |
| 2013 | Cheongdam-dong 111 | Herself   | tvN      | FNC Entertainment reality show |
| 2022 | Second World       | Ela mesma | jtbc     | Programa de sobrevivencia      |

### Shows de variedades
| Ano  | Título                        | Papel           | Emissora | Notas                       |
| ---- | ----------------------------- | --------------- | -------- | --------------------------- |
| 2015 | Unpretty Rapstar              | Concorrente     | Mnet     | Semi-finalista              |
| 2015 | Off To School                 | Cast            | jtbc     | Episódios 36–39             |
| 2015 | Let's Go! Dream Team Season 2 | Membro regular  | SZTV     | Versão chinesa (com Chanmi) |
| 2016 | Bon Bun Olympic               | Concorrente     | KBS      | Lunar New Year              |
| 2017 | Sherlock's Room               | Papel principal | MBC      |                             |

## Indicações
| Ano  | Prêmio                 | Categoria       | Trabalho nomeado  | Resultado |
| 2015 | 7th Melon Music Awards | Hot Trend Award | "Puss" (com Iron) | indicado  |
| ---- | ---------------------- | --------------- | ----------------- | --------- |